# ああ一郎
『ああ一郎』（ああいちろう）は、こせきこうじによる日本の漫画。『週刊少年ジャンプ』（集英社）において、1980年32号から1981年19号まで連載された。

## 概要
こせきこうじのデビュー作であり、初の連載作品。内容は柔道を題材にしたスポーツ漫画で、超人的な力を持った選手や技の応酬があるわけではなく、主人公や仲間たちが必死の努力によって勝ち進んでいく所謂「スポ根漫画」である。

## ストーリー
主人公、長島一郎は、何をやらせても駄目な中学生。周りの誰からも馬鹿にされる冴えない学園生活を送っていた。そんなある日、一郎は乱暴者の同級生、野村に因縁をつけられて殴られてしまう。何時もなら何事もなくやり過ごしてしまう一郎だったがその時は違った。一郎は野村に仕返しするために同級生で柔道部主将である荒川に柔道を習いたいと相談する。初めのうちは無茶なことをと反対していた荒川だったが、一郎の頑張る姿を見て柔道部の入部を許可。一郎もいつしか柔道の面白さに目覚めてく。そして一郎の頑張りは、やがて弱小チームに過ぎなかった柔道部そのものをも感化していくこととなるのだった。

## 登場人物

### 中央中学柔道部
一郎が入部するまでは毎回一回戦負けの弱小チームだったが、一郎の加入を切っ掛けに皆が感化され、怒涛の勢いを見せることとなる。
長島一郎
主人公で中学二年生。チビで非力でどん臭く、何をやらせても駄目な少年。周りからは馬鹿にされてばかりいるが、根性と粘り強さは人一倍ある。白帯ではあるが、粘り腰と愚直さを武器に他校の選手と互角以上に渡り合う。
荒川
一郎の同級生で柔道部主将。一郎とは対称的に大柄で強面の持ち主。一郎とは同じクラスで席も隣り同士であり、一郎を馬鹿にすることなく接している数少ない人物。正確には、学業は悪いが一郎ほどではないため、テストの成績で一瞬だけでも優越感に浸ることができるという理由のためだが、感謝をしているのは本当で、自分だけが良い思いをするのは悪いから一郎にも優越感を味わわせてやりたいと思っている（一郎の成績が悪すぎるため現実には不可能）。理不尽なことや、曲がったことを嫌う性格だが、口下手で口より先に手が出る性分ゆえに、教師や周りの生徒からは「粗暴な問題児」と見られている節がある。弱小柔道部の中にあってその実力はかなりのものである。
千葉
一郎の同級生。幽霊部員で無気力な日々を送っており、荒川からも「いいセンスをしているのに勿体ない」と評されていた。最初のうちは他の生徒と同様に一郎を馬鹿にしていたが、一郎の直向きさに感化され、部活に励むようになる。一郎を認めてからは彼の良き相棒のようにもなり、一郎の失敗をフォローすることも。一郎と同じく白帯だが、黒帯の選手にも勝っている。
高原
柔道部の副主将。冷静な性格が持ち味だが、郡市大会に出場する選手を決める試合の際には一郎の粘りに冷静さを欠いてしまい、一郎に敗れてしまう。
佐伯
黒帯でかなりの実力者。郡市大会の決勝では、相手である日海中の風間とのトラブルに巻き込まれ、腕を負傷して出場できなくなる。
村田
軟弱な体で今まで試合に一度も勝ったことがなく、「無勝の男」などとあだ名されて小さい子供からも馬鹿にされている。
田坂
郡市大会に出場する選手を決める試合の際には一郎を軽く見ていたとはいえあっさりとやられ、「一郎に倒された部員第一号」という不名誉な名前を頂戴することとなる。
藤田
一年生。小学生の時には様々な大会の優勝をさらっていったほどの実力者だが高慢な性格で、最初は柔道部を弱小チームと馬鹿にして相手にしていなかったが、郡市大会で優勝したのを機に気が変わり、入部することとなる。入部後もしばらくは昇段審査を受けるグループのリーダーとなった一郎のことを馬鹿にするなど態度は相変わらずであったが、高校生とのトラブルで山田に怪我をさせてしまい、さらにそのことを周りは一郎がやったと勘違いしてしまったため、良心の呵責で思い悩んでいるところを一郎に救われてからは一郎に対する態度を改めることとなる。
山田
一年生。どん臭い性格で、自分によく似た一郎を尊敬している。高校生のトラブルに巻き込まれた際、藤田の投げた石が頭に当たって怪我をしてしまう。
松岡
柔道部の顧問。練習には滅多に顔を出さないものの、顔を出せば部員たちを震え上がらせるほどの厳しさと実力を持つ。
影山
柔道部のOBで松岡の後輩。柔道3段。柔道部の合宿に助っ人として参加する。時には無茶苦茶とも思えるほどハードな練習を課すことも辞さない。

### 中央中学のその他の生徒
野村
一郎の同級生。体の大きな乱暴者で、空手を嗜んでおり、強面の荒川をして「（戦えば）俺でも勝てるかどうか分からん」と言わしめるほどの猛者。普段の荒川との関係はそれなりに良好な模様。第1話で自分の前を通った一郎を呼び止め、いきなり殴りつける（彼自身は自分の前をウロウロするなという軽い忠告のつもりで、周囲の生徒も「一発で済んだだけ運が良かった」と一郎に声を掛けている）。しかし同話ラストでは復讐に燃える一郎にいきなり体当たりされ、怒って繰り出したパンチを避けられたあげく一本背負いで高々と投げ上げられる。結局投げられる前に一郎の力が尽き、そのまま落ちて一郎を下敷きにするも、（見ていた荒川曰く「一郎に投げられそうになったのがショックだったのか」）倒れている一郎を一発蹴り上げただけで立ち去る。このことをきっかけに一郎に一目置くようになり（投げられそうになったことでかえって一郎を気に入ったようだなと荒川に指摘されても否定しなかった）、その後は優しい言葉を掛けたり、心配や応援をする、特訓に付き合うなど友人のように接するようになる。1話で暴力を振るったことに負い目を感じてか、荒川に「一郎は今でも自分に仕返しする気でいるのか？」と尋ねるが、荒川は「その気なら何度も向かって行ってるだろう」と否定し、一郎自身も2話以降は野村の声掛けに笑って応じるなど、根に持っている様子は見せていない。柔道部員ではないものの、郡市大会ではあらかじめ選手登録されており、決勝では、負傷した佐伯に代わって出場、当初は柔道未経験という事で慌てていたものの、持ち前の格闘センスで試合中に一度投げられただけで柔道の投げ方を把握、その後は空手の突きなどで相手を幻惑しつつ自分がやられた投げを逆に相手に決めて勝ち星を挙げる。
藤谷美代子
新聞部員でかなりの美少女。柔道部の取材を任され、一郎の未知数の力に注目している。
かすみ
荒川に好意を抱いているが、弱気な性格のため、想いを伝えられない女子生徒。
雑賀
一郎と同じクラスで席は一郎の隣（荒川との逆隣）。一郎のことは露骨に馬鹿にしている。第1話では荒川が一郎に体力作りのため大量のパン（加えて牛乳）を食べさせたのを真似て自分の床に落ちたパンを食べさせようとしたことが荒川の逆鱗に触れて殴り飛ばされる。荒川自身も自分の感情に気付かず殴ったものであり、職員室で担任の女教師に叱責された（平手打ち十発）後に殴った理由が分からず困惑している。その後のエピソードでは、授業中に居眠りしている一郎に気を取られて教師の問いに答えられなかったのを一郎のせいにして八つ当たりをするが、後々になって一郎に仕返しされてしまう。なお、後者のエピソードは雑誌には未発表のものである。

### 二州中学柔道部
一郎にとって初めて試合をする柔道部。
成瀬
練習試合での一郎の相手。一郎にとっては初めての試合相手である。勝ったとはいえ一郎に思いもよらないほど苦戦させられる。
岡村
他の部員に比べて図抜けて大きな体をしている。練習試合では村田の相手だが、苦も無くねじ伏せてしまう。
黒沼
練習試合では荒川と対戦。試合で大番狂わせをした一郎のことを気にいった様子。言動から見ると柔道部の主将のようでもある。

### 川下中学柔道部
郡市大会での中央中学の初戦の相手。
山中
先鋒。佐伯にあっさりと一本勝ちする。
大沢
次鋒。千葉にあっさりと一本勝ちする。
久保
中堅。一郎の対戦相手。一郎に一本負けを喫する。
松井
副将。高原に執拗な攻撃を仕掛けるが、時間切れ間際に一本取られてしまう。
大橋
大将。荒川に払い腰で敗れる。

### 大学中学柔道部
郡市大会での中央中学の二回戦の相手。メンバー全員がずんぐりとした重量級ぞろいで、力任せな柔道を得意とするが、それ故にか足腰が不安定なのが弱点で、中央中にはそこを衝かれて敗退する。
坂井
先鋒。一郎に、投げられた勢いを利用されて投げ返されて一本負けを喫する。
秋本
次鋒。千葉にやられる。
三村
中堅。佐伯にやられる。
島津
副将。高原にやられる。
木下
大将。荒川にやられる。